# Самптър (град, Орегон)
Самптър (на английски: Sumpter) е град в окръг Бейкър, щата Орегон, САЩ. Самптър е с население от 171 жители (2000) и обща площ от 5,6 km². Намира се на 1352,4 m надморска височина. ЗИП кодът му е 97877, а телефонният му код е 541.